# Девід Ллойд Джонстон
Девід Ллойд Джонстон (англ. David Lloyd Johnston; нар. 28 червня 1941, Садбері) — канадський викладач університету. Заслужений викладач права. 1999—2010 — президент Університету Ватерлоо, 1979—1994 — голова і заступник ректора Університету Макгілла, генерал-губернатор Канади — 1 жовтня 2010 — 2 жовтня 2017 року.